# Autour du monde
Autour du monde est un roman de Laurent Mauvignier paru le 4 septembre 2014 aux éditions de Minuit,,. Il reçoit en 2014 le prix Amerigo-Vespucci et en 2015 le grand prix de littérature de la SGDL.

## Résumé
Plusieurs réactions à travers le monde par effet papillon sur le séisme et du tsunami de 2011 qui bouleverse le Japon.

## Éditions
- Les Éditions de Minuit, 2014  (ISBN 9782707323859)[4].
- Coll. « Double » no 105, Les Éditions de Minuit, 2016  (ISBN 9782707329929).